# Propaganda de stat în Federația Rusă
Propaganda Federației Ruse promovează punctele de vedere, percepțiile și agendele guvernului. Mijloacele de comunicare includ instituții de stat și tehnologii online, și poate implica utilizarea „măsurilor active” în stil sovietic, ca parte a „războiului politic” modern al Rusiei. În special, propaganda rusă contemporană promovează cultul personalității lui Vladimir Putin modern al Rusiei istoriei sovietice. Rusia a înființat mai multe organizații, precum Comisia prezidențială a Federației Ruse pentru contracararea tentativelor de falsificare a istoriei în detrimentul intereselor Rusiei, brigăzile web rusești și altele care se angajează în propaganda politică pentru a susține punctele de vedere ale guvernului.

## Efort global de PR sponsorizat de stat
La sfârșitul anului 2008, Lev Gudkov, pe baza datelor sondajelor Centrului Lavda, a subliniat dispariția opiniei publice ca instituție socio-politică în Rusia contemporană și înlocuirea acesteia cu propaganda de stat.
După criza ostaticilor de la școala din Beslan, în septembrie 2004, Putin a consolidat un program sponsorizat de Kremlin menit să „îmbunătățească imaginea Rusiei” în străinătate. Unul dintre proiectele majore ale acestui program a fost crearea, în 2005, a Russia Today (cunoscut în prezent sub numele de RT), un canal de televiziune de știri în limba engleză care oferă știri 24 de ore din 24. Bugetul său inițial a fost de 30 de milioane de dolari din fonduri publice. Un reportaj CBS News despre lansarea Russia Today l-a citat pe Boris Kagarlitski afirmând că acesta este „în mare măsură o continuare a vechilor servicii de propagandă sovietică”.
Ministrul adjunct de externe al Rusiei, Grigori Karasin, a declarat în august 2008, în contextul conflictului Rusia-Georgia: „Mass-media occidentală este o mașinărie bine organizată, care prezintă doar acele imagini care se potrivesc cu gândurile lor. Ne este foarte greu să ne facem auzită opinia în paginile ziarelor lor.” În iunie 2007, Vedomosti a raportat că Kremlinul și-a intensificat activitățile oficiale de lobby în Statele Unite începând din 2003, angajând companii precum Hannaford Enterprises și Ketchum.
Într-un interviu acordat în 2005 radiodifuzorului extern deținut de guvernul american Voice of America, bloggerul ruso-israelian Anton Nossik a declarat că crearea RT „miroase a campanii de propagandă în stil sovietic”. Pascal Bonnamour, șeful departamentului european al Reporteri fără frontiere, a numit rețeaua nou anunțată „un alt pas al statului pentru a controla informațiile”. În 2009, Luke Harding (pe atunci corespondent la Moscova) de la The Guardian a descris campania publicitară a RT în Regatul Unit ca o „încercare ambițioasă de a crea un nou imperiu global post-sovietic al propagandei”. Potrivit lui Lev Gudkov, directorul Centrului Levada, cea mai respectată organizație de sondaje din Rusia, propaganda lui Putin este „agresivă și înșelătoare, mai rea decât orice am văzut în Uniunea Sovietică”.

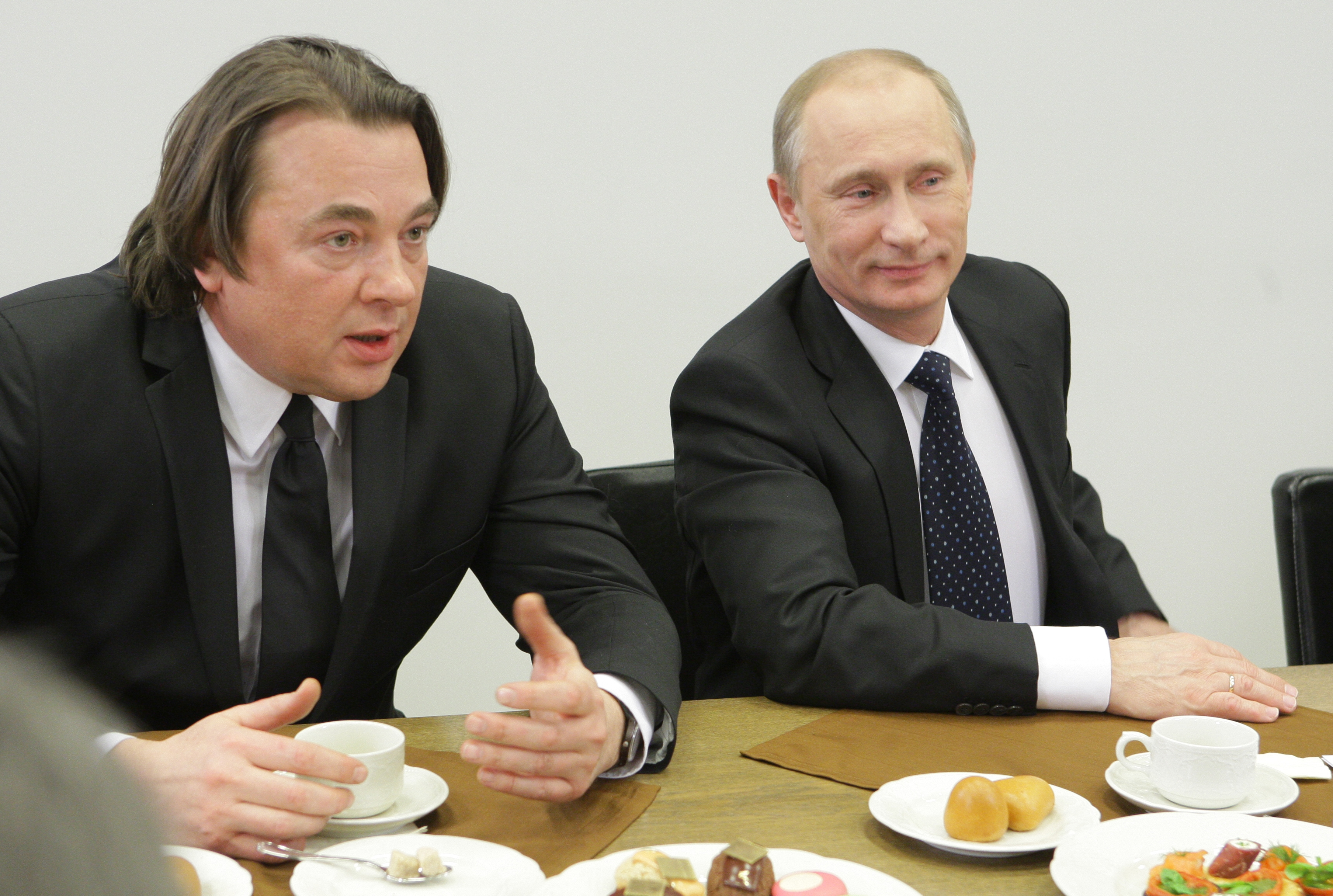
Putin și Konstantin Ernst, șeful principalului post de televiziune controlat de stat din Rusia, Channel One, considerat „principalul creator de imagine al lui Putin”

În 2014, Ivan Zassourski, profesor de media și teoria comunicării în cadrul Departamentului de Jurnalism al Universității de Stat din Moscova, a declarat: „Astăzi există multe scheme complexe de influență în lume care pot fi etichetate drept soft power. Totuși, metodele tradiționale de propagandă și control direct utilizate de guvernul rus nu pot fi considerate eficiente din punct de vedere profesional și acceptabile din perspectiva moralității jurnaliștilor.”
În urma anexării Crimeii de către Rusia în 2014, NATO a observat o creștere semnificativă a propagandei ruse. În februarie 2017, o înregistrare audio fabricată în care secretarul NATO Jens Stoltenberg ar fi interacționat cu președintele ucrainean Petro Poroșenko a fost publicată de site-ul rus de știri Life.ru. Vocea presupusă a lui Poroșenko s-a dovedit a fi a unor farsori ruși. Rusia a comparat forțele guvernamentale ucrainene din Donbas cu membrii ISIS. Cercetătorul politic Nikolai Kojanov a afirmat că Rusia a folosit propaganda pentru a transmite mesaje naționaliste, precum și mesaje pro-Assad în timpul Războiului Sirian. Kojanov susține că Rusia a făcut un efort prin propagandă pentru a prezenta Rusia și Siria ca o forță stabilă „în lupta împotriva instabilității cauzate de americani și a terorismului susținut de partenerii regionali ai SUA”.
RT și agenția de știri Sputnik răspândesc, de asemenea, informații false. La doborârea zborului Malaysia Airlines 17, site-ul Bellingcat, fondat de Eliot Higgins, a furnizat dovezi cu privire la manipularea imaginilor din satelit publicate de Ministerul rus al Apărării, care au fost utilizate de agențiile de știri RT și Sputnik cu sediul în Edinburgh, Scoția.

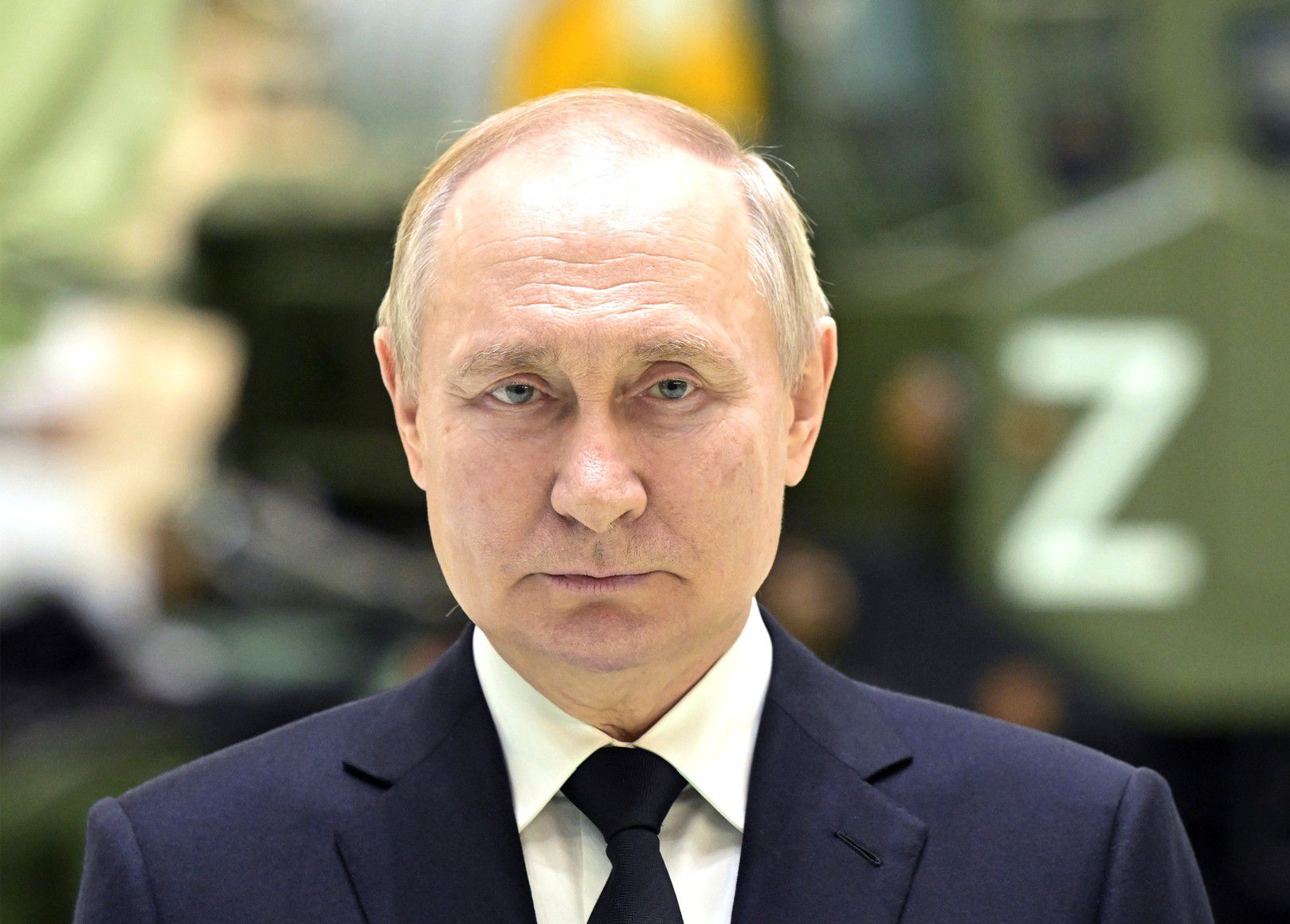
În septembrie 2024, Vladimir Putin a afirmat că libertatea de exprimare și libertatea presei sunt pe deplin respectate în Rusia.

Propaganda rusă a avut efecte profunde asupra percepțiilor legate de invazia rusă în Ucraina din 2022, ducând la situații în care mulți oameni au negat realitatea conflictului, chiar și în fața rudelor afectate, care trăiau de cealaltă parte a „cortinei de fier” informaționale. Mass-media controlată de statul rus a minimalizat constant atât pierderile civile, cât și cele militare, respingând rapoartele despre atacurile asupra civililor ca fiind „false” sau învinuind forțele ucrainene pentru aceste incidente. Deși Constituția Rusă din 1993 interzice cenzura, agenția de cenzură Roskomnadzor a ordonat mass-mediei să folosească exclusiv informații din surse oficiale ruse, sub amenințarea cu amenzi și blocarea activităților. Organizațiile media independente care au publicat informații despre bombardamentele rusești asupra orașelor ucrainene sau despre victimele civile au fost acuzate de răspândirea de „informații false”. Dmitri Muratov, redactorul-șef al publicației independente Novaya Gazeta, a comentat: „Tot ceea ce nu este propagandă este eliminat”.
Rusia a intensificat eforturile de propagandă internațională în Africa, Orientul Mijlociu, Balcani, și Asia. De asemenea, a fost observată o creștere semnificativă a propagandei pro-ruse în limba arabă în timpul invaziei rusești din Ucraina.  În Africa, Rusia a fost acuzată de amplificarea nemulțumirilor post-coloniale anti-occidentale prin campanii de dezinformare. Aceste eforturi au contribuit la creșterea sentimentelor pro-Moscova în multe părți din Africa, iar Occidentul a fost frecvent învinuit pentru invazia rusă din Ucraina.

## Propagandiști ruși notabili

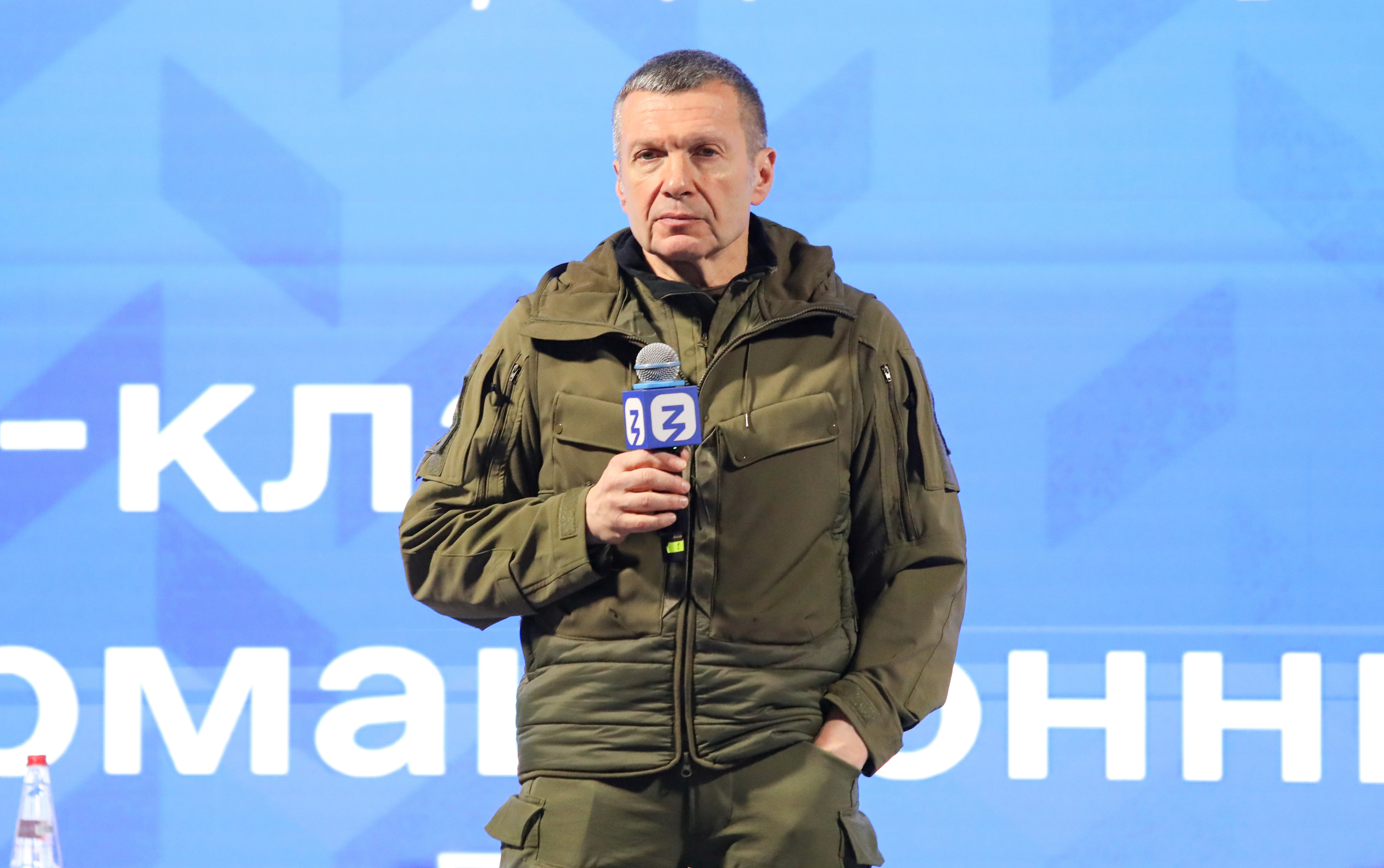
Vladimir Soloviov, propagandistul lui Putin

- Dmitri Kiseliov, prezentator TV și director general al agenției de presă Rossiya Segodnya (supus sancțiunilor impuse de Australia)[44]
- Margarita Simonyan, redactor-șef al RT (fosta Russia Today) și Rossiya Segodnya
- Mikhail Leontyev, prezentator Channel One (supus sancțiunilor impuse de Australia)[44]
- Vladimir Soloviov, prezentator al emisiunii de televiziune Seara cu Vladimir Soloviov pe Russia-1 (Regatul Unit și Uniunea Europeană l-au sancționat pe Soloviov pentru incitare la violență și subminarea suveranității Ucrainei)[45]
- Olga Skabeeva, prezentatoare de televiziune la All-Russia State Television and Radio Broadcasting Company
- Evgheni Popov, prezentator de televiziune la All-Russia State Television and Radio Broadcasting Company
- Dmitry Steshin, corespondent de război al tabloidului Komsomolskaya Pravda (supus sancțiunilor impuse de Regatul Unit și Australia)[46][44]
- Alexander Kots, corespondent de război pentru ziarul tabloid Komsomolskaya Pravda (sub sancțiuni impuse de Regatul Unit și Australia)[46][44]
- Evgeniy Poddubny, corespondent special pentru canalele de televiziune Russia-24 și Russia-1 (supus sancțiunilor impuse de Regatul Unit și Australia)[46][44]
- Alexander Sladkov, corespondent special pentru programul Izvestia
- Semen Pegov, autor al proiectului militar WarGonzo
- Igor Șciogolev
- Ekaterina Mizulina
- Svetlana Mironyuk

## Utilizarea rețelelor de socializare
Cercetătorii au acuzat Rusia că folosește platformele de social media pentru a disemina mesaje de propagandă la scară globală, răspândind știri false și creând mișcări pseudo-activiste. Popularitatea Sputnik pe social media și utilizarea titlurilor virale de tip clickbait au făcut ca revista Foreign Policy să îl descrie drept „BuzzFeed al propagandei”.
Rusia a fost acuzată de guvernul SUA că s-a implicat în răspândirea dezinformării și propagandei pentru a influența alegerile prezidențiale americane din 2016. Tactici precum crearea de conturi false pe rețelele de socializare, organizarea de mitinguri politice și reclame online au fost folosite în sprijinul candidaturii lui Donald Trump. Platformele de social media din SUA, cum ar fi Twitter și Facebook, au întreprins măsuri pentru a combate această propagandă, ștergând conturi suspecte și avertizând utilizatorii asupra dezinformării. În ianuarie 2017, Twitter a estimat că aproximativ 677.000 de utilizatori au interacționat cu propaganda rusă, iar în februarie aceeași estimare a crescut la 1,4 milioane de utilizatori. În 2018, Twitter a șters aproximativ 200.000 de tweet-uri provenite de la conturi rusești. În octombrie 2017, reprezentanți de la Facebook, Google și Twitter au depus mărturie în fața Comitetului pentru Informații al Camerei Reprezentanților despre presupusa implicare a Rusiei în alegeri.
La 17 mai 2017, procurorul general adjunct Rod Rosenstein l-a numit pe fostul director al FBI Robert Mueller consilier special pentru a investiga presupusa interferență rusă în alegerile din 2016. În februarie 2018, Departamentul de Justiție al SUA a pus sub acuzare 13 cetățeni ruși și trei companii rusești pentru încercarea de a influența alegerile în sprijinul campaniei lui Trump. Printre organizațiile acuzate s-a numărat și Agenția de Cercetare pe Internet (IRA), o companie din Sankt Petersburg care a fost acuzată că a folosit rețelele sociale pentru a răspândi știri false și a promova interesele Rusiei. Actul de acuzare susține că angajații IRA au fost încurajați să „critice orice ocazie pe Hillary Clinton”.
Rusia a fost, de asemenea, acuzată de campanii de dezinformare în încercarea de a influența opinia publică cu privire la anexarea Crimeii în 2014. S-a susținut că Rusia a folosit rețelele sociale pentru a disemina informații false în sprijinul forțelor pro-ruse din Crimeea și pentru a discredita grupurile rebele și separatiste ucrainene. O poveste falsă despre crucificarea unui copil de către forțele ucrainene în Sloviansk a circulat pe rețelele sociale ca parte a acestei campanii. Ca răspuns, guvernul ucrainean a interzis mai multe servicii de internet rusești, inclusiv rețeaua de socializare Vkontakte, deși această măsură a fost criticată ca o formă de cenzură, afectând milioane de utilizatori din Ucraina.

## Propaganda în educație
De la venirea sa la putere în 2000, Vladimir Putin și guvernul său au promovat ideea de „educație patriotică” ca parte a reformelor educaționale pentru a răspândi propaganda și a întări loialitatea față de regim. Putin a susținut că elevii ar trebui să învețe valori patriotice în școli și că lecțiile de istorie, limbi străine și arte trebuie să inspire mândrie națională și să întărească patriotismul tinerilor. Deși aceste inițiative au avut inițial un impact limitat, după anexarea Crimeei în 2014, potrivit The Washington Post, reformele educaționale au devenit mai puternic orientate spre „patriotism”, în timp ce libertatea de exprimare în școli a scăzut, iar profesorii au devenit vulnerabili la concedieri pentru exprimarea opiniilor politice. Simbolurile naționale rusești au început să fie celebrate mai intens, iar în același an, guvernul a aprobat un nou set de manuale de istorie care prezentau o narațiune revizuită a istoriei, glorificând realizările lui Putin și anexarea Crimeei.

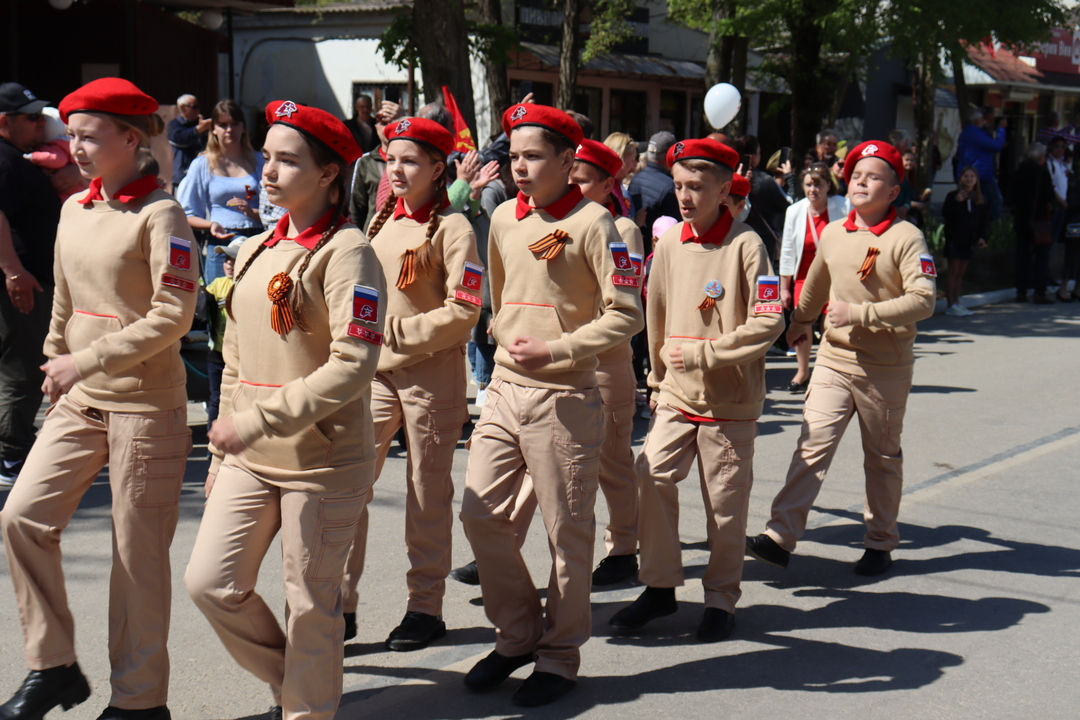
Armata tânără a lui Putin în Crimeea pe 9 mai 2022

Pe 21 mai 2020, The Moscow Times a raportat că Putin a făcut noi eforturi pentru a introduce „lecții patriotice” în școlile din Rusia. După invazia Rusiei în Ucraina din 2022, guvernul a intensificat aceste eforturi, subliniind „educația patriotică”. Ministrul Educației, Serghei Kravtsov, a fost unul dintre principalii arhitecți ai programului Conversații importante, care abordează subiecte precum identitatea națională, patriotismul, valorile tradiționale și evenimentele mondiale din perspectiva guvernului rus. Conform Associated Press, unii părinți au fost surprinși de natura militaristă a lecțiilor Conversații importante, a acestor lecții, unii comparându-le cu educația din epoca sovietică.
După invazia Ucrainei din 2022, autoritățile ruse au adoptat noi legi educaționale, au revizuit manualele școlare și au introdus ghiduri pentru profesori menite să justifice războiul. În martie 2022, a fost ținută o „Lecție deschisă pentru toată Rusia”, în care invazia Ucrainei a fost justificată și NATO prezentat ca o amenințare. Ministerul Educației a distribuit, de asemenea, manuale care prezentau o versiune aprobată de guvern a războiului, în care invazia nu era denumită „război”. Profesorii care și-au exprimat opinii anti-război au fost pedepsiți, inclusiv cu urmăriri penale. În plus, Putin a semnat o lege extinsă privind „agenții străini”, care include orice persoană sau organizație care primește sprijin extern, interzicându-le să predea sau să lucreze cu copii. Roskomnadzor, agenția de cenzură rusă, a primit autoritatea de a bloca site-urile web ale acestor „agenți străini” fără ordin judecătoresc. În vara anului 2022, Putin a aprobat crearea unei noi mișcări naționale de tineret, după organizațiile de pionierat sovietice.

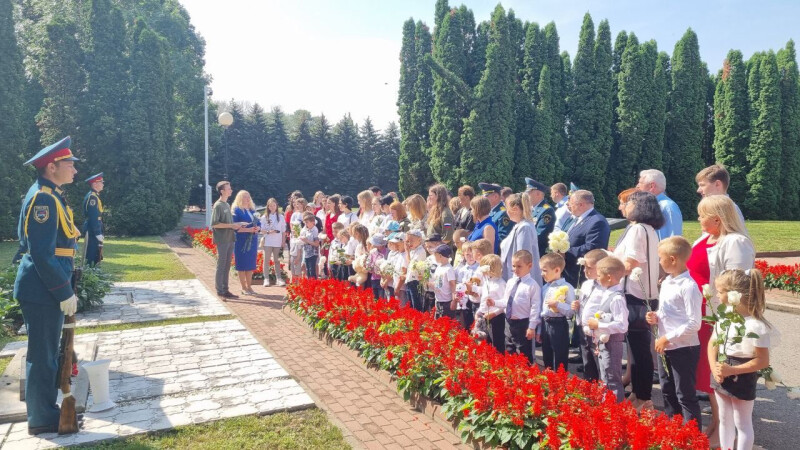
Copii ruși la o comemorare a copiilor care ar fi fost uciși de forțele ucrainene în Donbas, un eveniment sponsorizat de stat în Kursk în iulie 2023

În august 2022, Ministerul Educației a lansat un nou set de lecții numite Conversații despre lucruri importante (în rusă Разговоры о важном), care includ lecții despre patriotism predate copiilor de la vârsta de șase ani. Lecțiile învață copiii despre eroi naționali ruși, precum cosmonautul Iuri Gagarin, și transmit mesaje precum „fericirea patriei este mai prețioasă decât viața” și că „nu este înfricoșător să mori pentru patrie”. Associated Press a raportat că unii părinți au fost șocați de natura militaristă a acestor lecții, comparându-le cu educația patriotică din Uniunea Sovietică. Unii elevi și părinții lor au fost anchetați de poliție sau amenințați cu exmatricularea pentru că au refuzat să participe la aceste lecții.

## Reacții
În contextul propagandei din Federația Rusă, Serviciul European de Acțiune Externă a creat, în 2015, Grupul operativ East StratCom pentru a monitoriza și contracara dezinformarea propagată de Rusia despre UE și statele sale membre.
Potrivit lui Mikola Riabciuk, propaganda rusă a evoluat într-un adevărat „război informațional” în timpul conflictului ruso-ucrainean. Riabciuk afirmă că propaganda rusă se bazează pe trei narațiuni majore: „frontierele Ucrainei sunt artificiale”, „societatea ucraineană este profund divizată” și „instituțiile ucrainene sunt iremediabil disfuncționale”, narațiuni menite să justifice o „tutelă” externă din partea Rusiei.
În cadrul unei audieri în Congresul SUA din 2015, Leon Aron, director de studii rusești la American Enterprise Institute, a descris postul de televiziune RT (Russia Today) ca un instrument al propagandei ruse, al cărui scop este nu doar promovarea imaginii Rusiei, ci și subminarea încrederii în informațiile publice și discreditarea valorilor democratice.
Peter Pomerantsev, în cartea sa Nothing Is True and Everything Is Possible (2014), afirmă că scopul propagandei moderne ruse nu este de a convinge, ci de a crea un câmp informațional „murdar”, în care oamenii să nu mai aibă încredere în nimeni.
În contextul războiului ruso-ucrainean din 2014, John Kerry, fost secretar de stat al SUA, a numit RT o „portavoce de propagandă” a Kremlinului, afirmând că această rețea promovează o versiune distorsionată a realității din Ucraina. Membrii Parlamentului European au subliniat necesitatea de a întări apărarea Europei împotriva propagandei rusești, menționând presupusul amestec al Rusiei în alegerile din Franța, Germania și Brexit.
Pe 14 martie 2022, Marina Ovseannikova, o editoare de la postul rus Pervîi Kanal, a întrerupt o transmisiune în direct pentru a protesta împotriva invaziei Rusiei în Ucraina, afișând un banner pe care scria „Opriți războiul, nu credeți propaganda, aici sunteți mințiți”.
Pe 5 aprilie 2022, Aleksei Navalnîi, opozant politic rus, a descris „monstruozitatea minciunilor” difuzate de mass-media de stat rusești acuzându-le de manipularea publicului și cerând ca persoanele implicate în răspândirea acestor minciuni să fie tratate ca „criminali de război”.